# اپلزر (دهانه)
اپلزر یک دهانه برخوردی در ماه‌ است.

## دهانه‌های اقماری
این دهانه ۲ دهانه اقماری دارد.
| Oppolzer | عرض جغرافیایی | طول جغرافیایی | قطر         |
| -------- | ------------- | ------------- | ----------- |
| A        | ۰.۵° S        | ۰.۳° W        | ۳.۰ کیلومتر |
| K        | ۱.۷° S        | ۰.۳° W        | ۳.۰ کیلومتر |